# ボストン暴動
ボストン暴動（ボストンぼうどう、1689 Boston revolt）は、1689年4月18日に、ニューイングランド王領の総督である、サー・エドマンド・アンドロスの統治に反抗した民衆が起こした暴動である。ボストンの民兵と市民とで構成された、整然とした「暴徒たち」が植民地の官僚を逮捕した。ピューリタンから王領の官僚たちの仲間と思われていた聖公会の信者もまた、反乱軍から拘留された。いずれの側からもこの暴動で犠牲者が出た。かつてのマサチューセッツ湾植民地の指導者たちは、その後行政府の支配権を取り戻した。ただ、その他の植民地では、ニューイングランド王領の設置によって追放された行政官たちが、再び権力の座に返り咲き、アンドロスは無罪になり、ヴァージニア植民地及びメリーランド植民地の総督となった。
アンドロスは1686年にニューイングランド王領の総督に任命され、拘束性の強い航海条例を押し付けたため住民たちの反発を買い、現行であった土地所有権の効力を否定し、タウンミーティング（町民議会）に制約を与え、なかんずく民兵隊の常駐の将校に人気のない人物を就任させた。さらに、聖公会を強力に推したことでボストンのピューリタンたちを激怒させた。非国教会信者の多いニューイングランドでは、聖公会は嫌われていたのである。

## 歴史的背景
1680年代初頭、イングランド王チャールズ2世は、ニューイングランドの複数の植民地の再編成策を講じ始めた。1684年に、植民地内改革に関して王の要求したことの実践を、ピューリタンの統治者が拒否し、その後マサチューセッツ湾植民地の勅許状は無効化されていた。その時チャールズは、小規模な植民地の行政を合理化して、本国の支配の元により密接にしようとしていた。チャールズは1685年に亡くなり、後継者であるカトリック教徒のジェームズ2世がこの仕事を継続させ、ついにニューイングランド王領が創設された。
1686年、ニューヨーク植民地の前総督サー・エドマンド・アンドロスはニューイングランド王領の総督を委任された。この王領はマサチューセッツ湾、コネチカット、ニューハンプシャー、そしてロードアイランドの各植民地により構成されていた。1688年には、ニューヨーク、イーストジャージー、そしてウエストジャージーにまでその管轄が及んだ。
ニューイングランドにおけるアンドロスの統治ははなはだしく不評であった。アンドロスは各植民地の代表を無視して、マサチューセッツにおける土地所有権の効力を否定した、この所有権はかつての勅許状に定められたものだった。他にも町民議会を規制し、ピューリタンが多くを占める地域に積極的に聖公会を推し進めた。また、ニューイングランドで確立された交易習慣を脅かす、好ましからざる法である航海条例を強制した。ボストンにはイギリス本国の部隊が駐留し、その士官には聖公会か、やはり不遇を強いられていたカトリックの信者もいた。アンドロスの政府の支持者と考えられていた一部の士官は、自らの指揮する民兵隊を酷使した。

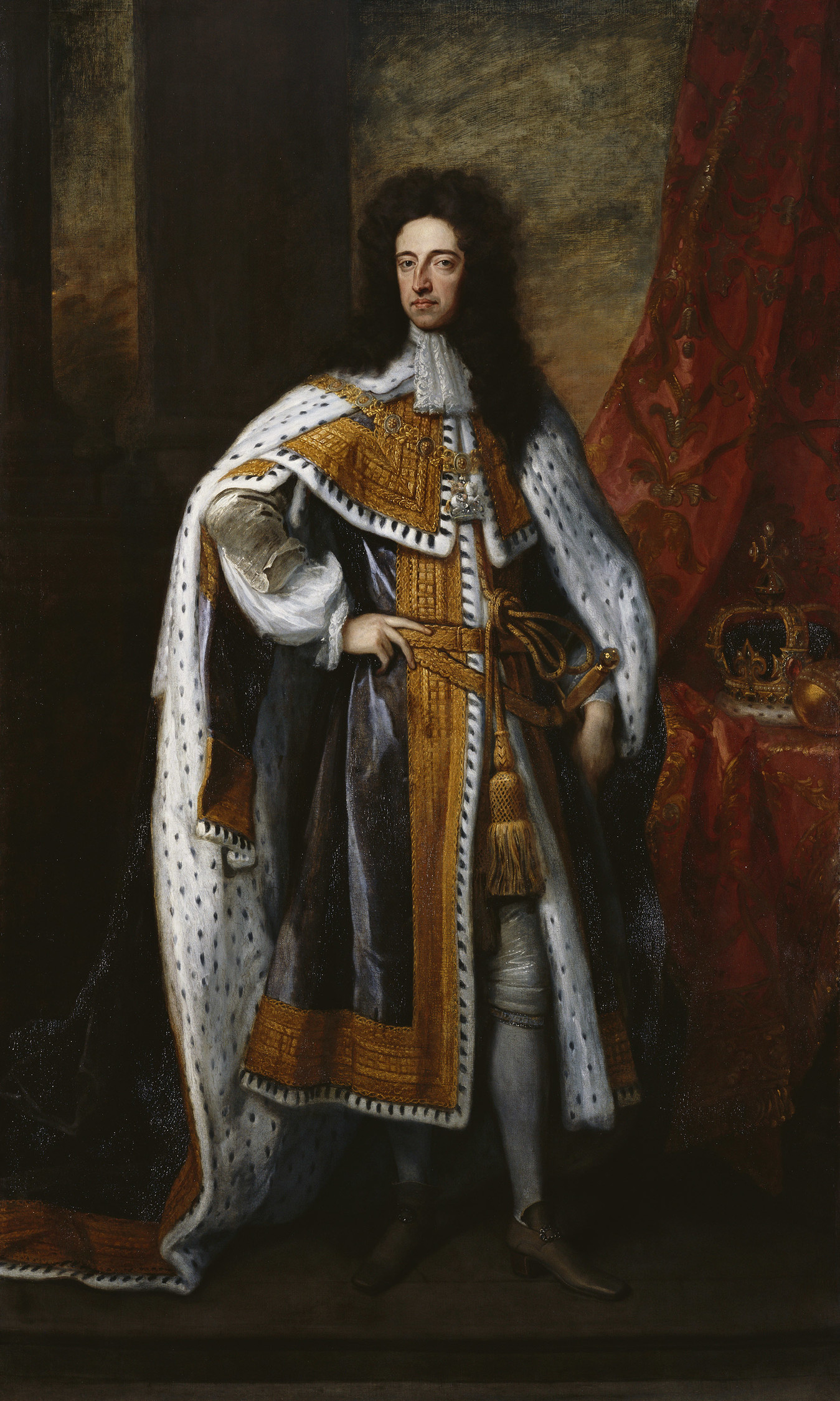
ウィリアム3世（オラニエ公ウィレム）

その間イングランドでは、ジェームズ2世がますます人気を落としていた。ジェームズは王領の問題とは別に、刑法緩和に関して、自らの支持政党であるトーリーと距離を置いていた。そして1687年には、信仰自由宣言を発表して、信教の自由を限定的に打ち立てた。これは聖公会を頂点とする社会階層への対抗手段であった。また常備軍の力を強大にしたが、これは議会派からは議会への脅威とみなされた。さらに、カトリック教徒を軍の要職につけたのである 。ジェームズは、多くの官庁で実施を求められていた、聖公会信者であることを確認する審査律を無効にするため、自分の支持者を議員にすることさえ画策した。1688年6月に、次の王位継承予定者である息子のジェームズが誕生したのに伴い 、ホイッグ党とトーリー党の一部議員が政治的信条の違いをとりあえず棚上げし、ジェームズを退位させて、娘婿であるウィレムに即位させることを共謀した。このオランダの王族は、ジェームズに政策を再検討するように勧めたが成功せず、このイングランド王室への侵入に同意し、その後1688年11月から12月にかけて名誉革命が起き、ウィレム（ウィリアム）と王妃メアリーがイングランドの共同統治者となった。
コットン・マザーとインクリース・マザーに率いられたマサチューセッツの宗教指導者たちは、アンドロスの統治に反対し、ロンドンの王宮への影響を狙って、反聖公会の宗教組織を結成した。ジェームズが信仰自由の宣言を発表した後、インクリースは国王に、この決意に敬意を表した感謝の手紙を送り、他のマサチューセッツの非聖公会の牧師にも、国王から好感をもたれ、かつ影響を与えるために謝意を表すように示唆した。10人の牧師がこれに同意し、インクリースをイングランドに送って、アンドロスの悪政をの個々の事例を主張させることにした。王領の事務官であるエドワード・ランドルフが、起訴に踏み切ることも含めて繰り返し引き止めようとしたにもかかわらず、1688年4月、インクリースはこっそりイングランド行きの船に乗り込んだ 。インクリースと他のマサチューセッツ代表はジェームズに歓迎され、ジェームズはその年に10月に植民地の問題を処理すると約束した。しかし名誉革命により、植民地を改善するための計画は頓挫した。

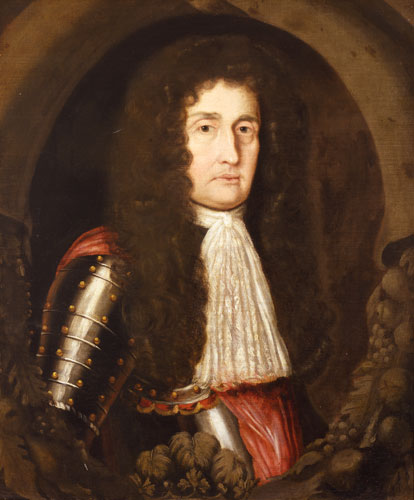
ニューイングランド王領総督、エドマンド・アンドロス

そこでマサチューセッツの代表は、そして商務卿（Lords of Trade、商務庁の前任組織で植民地の問題を監督していた）にマサチューセッツ勅許状の復活を嘆願した。さらにインクリース・マザーは、ローズ・オブ・トレードに、名誉革命をアンドロスに通達するのを遅らせるように約束を取り付けた。マザーは既に、前のマサチューセッツ総督であるサイモン・ブラッドストリートに、マサチューセッツ勅許状の無効化は違法であり、行政長官は「変化に向けて住民に覚悟をさせよ」という、名誉革命前に準備された報告が盛り込まれた手紙を送っていた。正式な知らせが届く前に、ボストンでは何人かが名誉革命についての噂を耳にしていた。この後の暴動で目立った働きをすることになる、ボストン商人ジョン・ネルソンは、3月末の日付の手紙でこの革命について触れている。この手紙は、マサチューセッツの反アンドロス派の古参の政治家や、宗教指導者たちの会議を推し進めることになった。
アンドロスが、最初に自分の支配に対する暴動が差し迫っているとの警告を受け取ったのは、フランスとインディアンの連合軍の攻撃からメインのペマキッド砦を守るため、攻略のために遠征軍を率いている途中のことであった。1688年及び1689年の1月アンドロスはジェームズからの手紙を受け取った、それにはオランダ軍が戦力を増強している旨が記されていた 。1月10日、彼は、プロテスタント（非国教会派）の扇動に対抗するため、王領に対する蜂起を禁じる声明を出した。メインでアンドロスが率いていた軍勢は、イギリスの正規軍と、マサチューセッツそしてメインの民兵の混合軍だった。民兵の中隊の指揮官は正規の将校であったが、兵たちにかなり厳しい規律を課し、指揮官と兵たちの間かなりの溝が生じていた 。アンドロスは、ボストンでのタウンミーティングに危機感を募らせており、さらに、名誉革命の非公式な報告を受け取ったため、3月半ばにメインからボストンに戻った。ボストンは、アンドロスがいわゆる「カトリック陰謀事件」の一環として、兵たちをメインに連れて行ったという出鱈目な噂が飛び交っており、民兵隊内部では反乱が起こり、マサチューセッツの民兵は任務を捨てて各自の家へ戻り始めた。4月始めに、名誉革命を知らせる宣言がボストンに到着すると、アンドロスはその使者を逮捕した。しかしこの知らせは方々に広がり、ボストンの人々に勇気を与えた 。アンドロスはペマキッドにいる指揮官に、4月16日に手紙を書いた。それにはこうあった。「住民がかつての勅許状の復活を大いに期待して、あちこちでやかましく騒いでいる」ちょうどこれは、戻ってきた脱走兵たちをアンドロスが逮捕して、メインへ船で戻していたころだった。自分たちの地域の民兵から逮捕されるという恐怖感が、ボストンの住民と王領政府の間の緊張を高めた。

## ボストン暴動

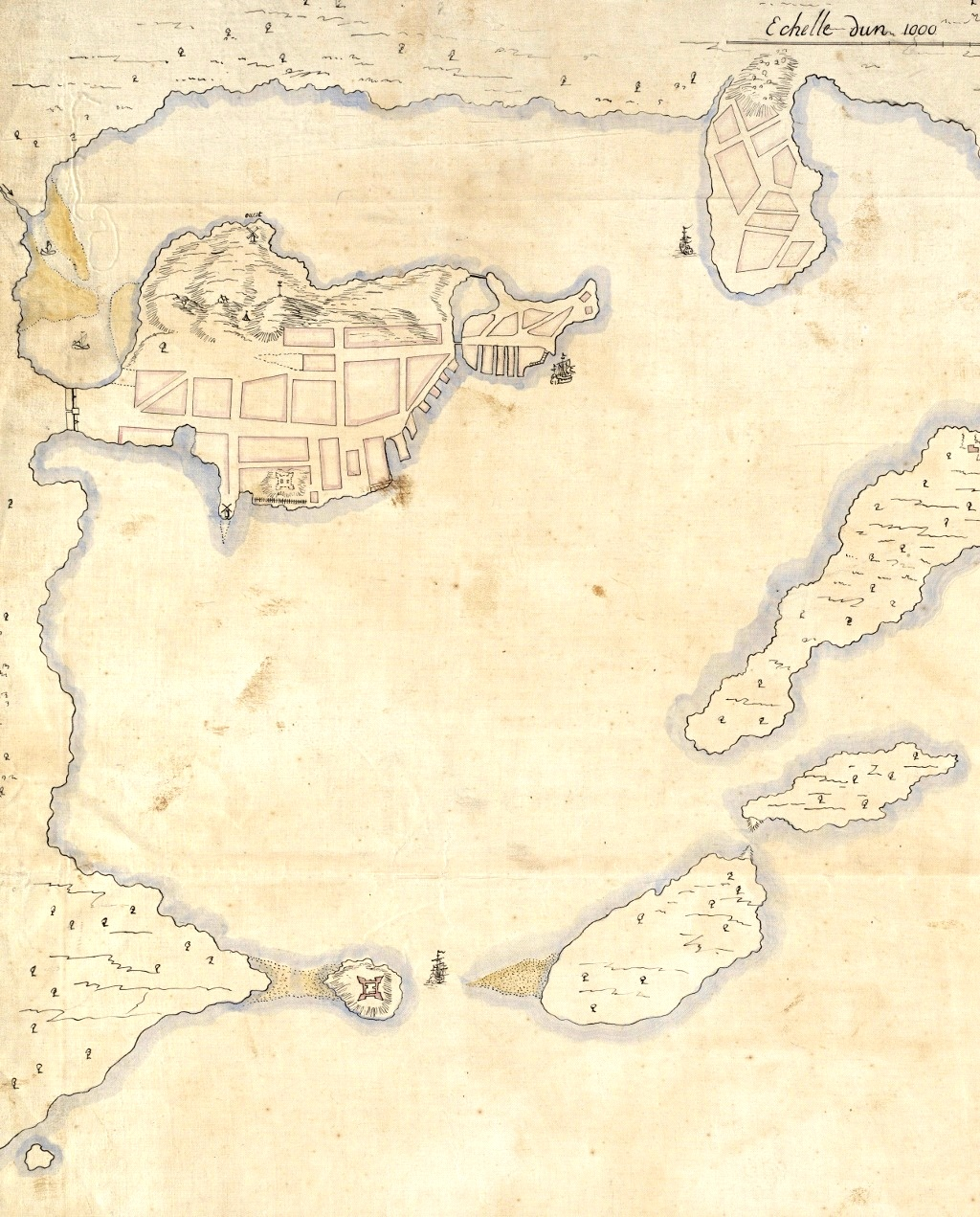
1692年当時のボストンの地図。左上にボストン半島、その上にチャールズ川を挟んでチャールズタウンがある。左下に見える島がキャッスル島である。

4月18日の午前5時ごろ、民兵の中隊が、チャールズ川対岸にあるボストン郊外のチャールズタウンや、ボストンと本土を結ぶボストン・ネックの一番端に位置するロクスバリーに集まり始めた。午前8時ごろには、チャールズタウン中隊がボートに乗って川を渡り始め、一方でロクスバリー中隊はネックを行進してボストン中心部に入った。同じころ、マサチューセッツの伝統と名誉の砲兵中隊からの共謀者が地元連隊軍楽隊の本部に入り、彼らの兵器を押収した。大きく膨れ上がってくる暴徒に民兵たちが合流し、8時30分ごろに、王領と連隊の指導者たちの逮捕に踏み切った。最終的に彼らはメアリー砦を包囲した、この砦にはアンドロスが駐留していた。
最初に逮捕された者の中には、「ローズ」の艦長であるジョン・ジョージも含まれていた。ジョージはこの18日の9時から10時の間に上陸したが、それは、暴動に加わった民兵の小隊と船大工に出くわすために上陸したようなものだった。ジョージは逮捕令状を見たいと要求したが、民兵たちは剣を抜き、ジョージを牢に入れた。10時ごろには、政府高官や軍の将校たちは逮捕されたか、あるいはキャッスル島、または他の要塞化された交易所へと難を逃れたかだった。教区委員や薬剤師を含めたボストンの聖公会信者は、暴徒たちに検挙された。正午前のある時期に、ビーコンヒルにオレンジ色の旗が翻された、それは1500人の民兵がボストンに入るという合図だった。この部隊は市場で編隊を形成し、そして声明が読み上げられた。その声明には、指導者たちが「オラニエ公ウィレムの高貴なる約束」を支持すると主張し、また隠蔽されていた「忌まわしき『カトリック陰謀事件』」のために蜂起すると記されていた。
マサチューセッツ前総督であるサイモン・ブラッドストリートを首脳とする、かつてのマサチューセッツ植民地の指導者層は、アンドロスに身の安全を考えて降伏するように促し、また暴徒たちを「全くの愚か者」と主張して法廷へ召喚した。アンドロスはそれを拒否して、その代わりに「ローズ」へ逃げ込もうとしたが、「ローズ」からよこされたボートは民兵隊によって阻まれ、アンドロスはメアリー砦へ戻らざるを得なかった 。その結果交渉が行われ、アンドロスは砦を出て、暴動鎮圧のための評議会に出席した。アンドロスに危害を加えることなく列を進めるという約束のもと、彼は警備をつけられて、評議会が開かれている市庁舎へ向かった。そこでアンドロスは「大衆は政府を自分たちの手に取り戻すべきであり、またそうするだろう」と告げられた。これは、この評議会のやり取りの中での、匿名の証言であった。アンドロスは王領の官僚であるジョン・アッシャーの家へ連れて行かれ、その監視下に置かれた。
ローズとキャッスル島のウィリアム砦は、即刻降伏することを拒否したが、4月19日、ローズの乗組員が、艦長が、国外に亡命したジェームズ2世に合流するべく、フランス艦の捕獲を計画していると告げられたため、その後艦内で衝突が起き、乗員のうちのプロテスタント信者が艦の艤装を倒してしまった。キャッスル島の部隊はそれを目にした後に降伏した。

## アンドロスへの処置

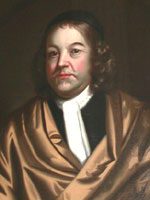
サイモン・ブラッドストリート

メアリー砦が19日に陥落した後、アンドロスはアッシャーの家を出されて、ジョセフ・ダドリーや他の統括植民地の官僚と共に監禁下に置かれ、6月7日になって、キャッスル島へと身柄を移された。この時アンドロスが、女装して島から脱出しようとしていたという噂が広まった。この噂はボストンの聖公会の聖職者ロバート・ラトクリフから、この話も、またその他のも「真実であるという証拠がかけらもない」と非難され、これらの「嘘偽り」が、「総督が人々にとって汚らわしいらしい存在である」と喧伝していると主張した。アンドロスは、使用人が番人を酒で買収したため、8月2日にキャッスル島から無事脱出した。そしてやっとのことでロードアイランドまでたどり着いたが、その後すぐに再逮捕された。これは事実上の独房での監禁だった。彼や、暴動の初期の段階で逮捕された者たちは、裁判でイングランドに戻るまでに、植民地に10か月間とどめ置かれた。しかしロンドンのマサチューセッツ代表は、アンドロスへの罪状を並べた書類に署名するのを拒否したため、アンドロスは即座に無罪となり、釈放された。その後彼はヴァージニア及びメリーランドの総督となった。

## 王領の解体

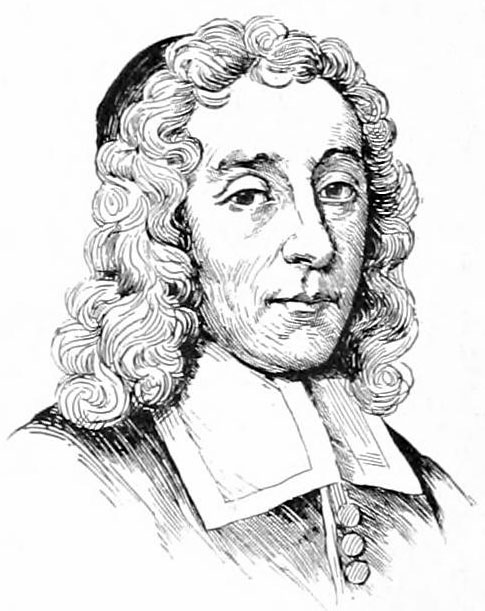
インクリース・マザー

王領を構成している他の植民地もアンドロスの失脚を知り、王領統一の各植民地当局が、それぞれの政府を復活させる動きに出た。ロードアイランドとコネチカットは、かつての勅許状の下の統治を再開させ、マサチューセッツは無効化されていた勅許状に則り、一時的に行政長官、マサチューセッツ湾植民地の官僚、そしてアンドロスの評議会の議員の大部分による委員会での統治がなされたが、急進派による暴動で乗っ取られかけているとボストンの指導者たちが気付いて、その後解散した。ニューハンプシャーはきちんとした政府を持たず、暫定的にマサチューセッツとその総督のサイモン・ブラッドストリートにより統治された。ブラッドストリートは、13植民地北部の「事実上の」統治者だった。プリマスも以前の統治方式を再開した。
収監されている間も、アンドロスは、ニューヨークにいる王領副総督のフランシス・ニコルソンに手紙を送ることができた。ニコルソンは5月半ばに援助の依頼を受けたが、ニコルソン配下の部隊はメインにやらされており、ニューヨークで緊張が高まりつつあったこともあって、なんら効果的な行動を取ることができなかった。ニコルソン自身は、ジェイコブ・ライスラー率いる反乱により副総督の座を追われ、イングランドへ逃げた。ライスラーはイングランドの派遣部隊が到着する1691年までニューヨークを支配し、その後はウィリアム、メアリー両国王によりヘンリー・スローターが総督に就任した。スローターはライスラーを大逆罪のかどで法廷に送り、ライスラーは有罪となって処刑された。
ライスラーの反乱の鎮圧とニューイングランド各植民地の政府の復活の後、イングランドの官僚たちは、「砕け散った」王領を再建しようとはしなかった。いったんアンドロスの逮捕という「既成事実」が広まってしまうと、ロンドンでの討議はマサチューセッツと、その無効化された勅許状にどう対処するかという方向に変わった。この討議で交わされた意見から、マサチューセッツ湾直轄植民地が構成されることになった。勅許状を持たないプリマス植民地や、ナンタケット、マーサズ・ヴィニヤード、エリザベス諸島といった、かつてニューヨークに属していた地域、そしてメインのいくつかの地域をマサチューセッツと合併させたのである。インクリース・マザーの、かつてのピューリタンによる支配を復活させようという目論見は成功しなかった。新勅許状では国王から選任された総督、そして如何なる宗教も受け入れることが求められたからである。